# Paibien
| Systeem                                                                                 | Serie        | etage        | Ouderdom (Ma) |
| --------------------------------------------------------------------------------------- | ------------ | ------------ | ------------- |
| Ordovicium                                                                              | Onder        | Tremadocien  | jonger        |
| Cambrium                                                                                | Furongien    | 10e etage    | 485,4–489,5   |
| Cambrium                                                                                | Furongien    | Jiangshanien | 489,5-494     |
| Cambrium                                                                                | Furongien    | Paibien      | 494–497       |
| Cambrium                                                                                | Miaolingien  | Guzhangien   | 497–500,5     |
| Cambrium                                                                                | Miaolingien  | Drumien      | 500,5-504,5   |
| Cambrium                                                                                | Miaolingien  | Wuliuen      | 504,5–509     |
| Cambrium                                                                                | 2e serie     | 4e etage     | 509–514       |
| Cambrium                                                                                | 2e serie     | 3e etage     | 514-521       |
| Cambrium                                                                                | Terreneuvien | 2e etage     | 521-529       |
| Cambrium                                                                                | Terreneuvien | Fortunien    | 529–541,0     |
| Ediacarium                                                                              | Ediacarium   | Ediacarium   | ouder         |
| Indeling van het Cambrium volgens de ICS. Cursieve ouderdommen zijn slechts indicaties. |              |              |               |

Het geologisch tijdperk Paibien (Vlaanderen: Paibiaan), is een tijdsnede in het Laat-Cambrium (Furongien), die ongeveer 497 Ma begon en rond 494 Ma ophield. Het Paibien volgt op het Guzhangien en wordt gevolgd door het Jiangshanien.

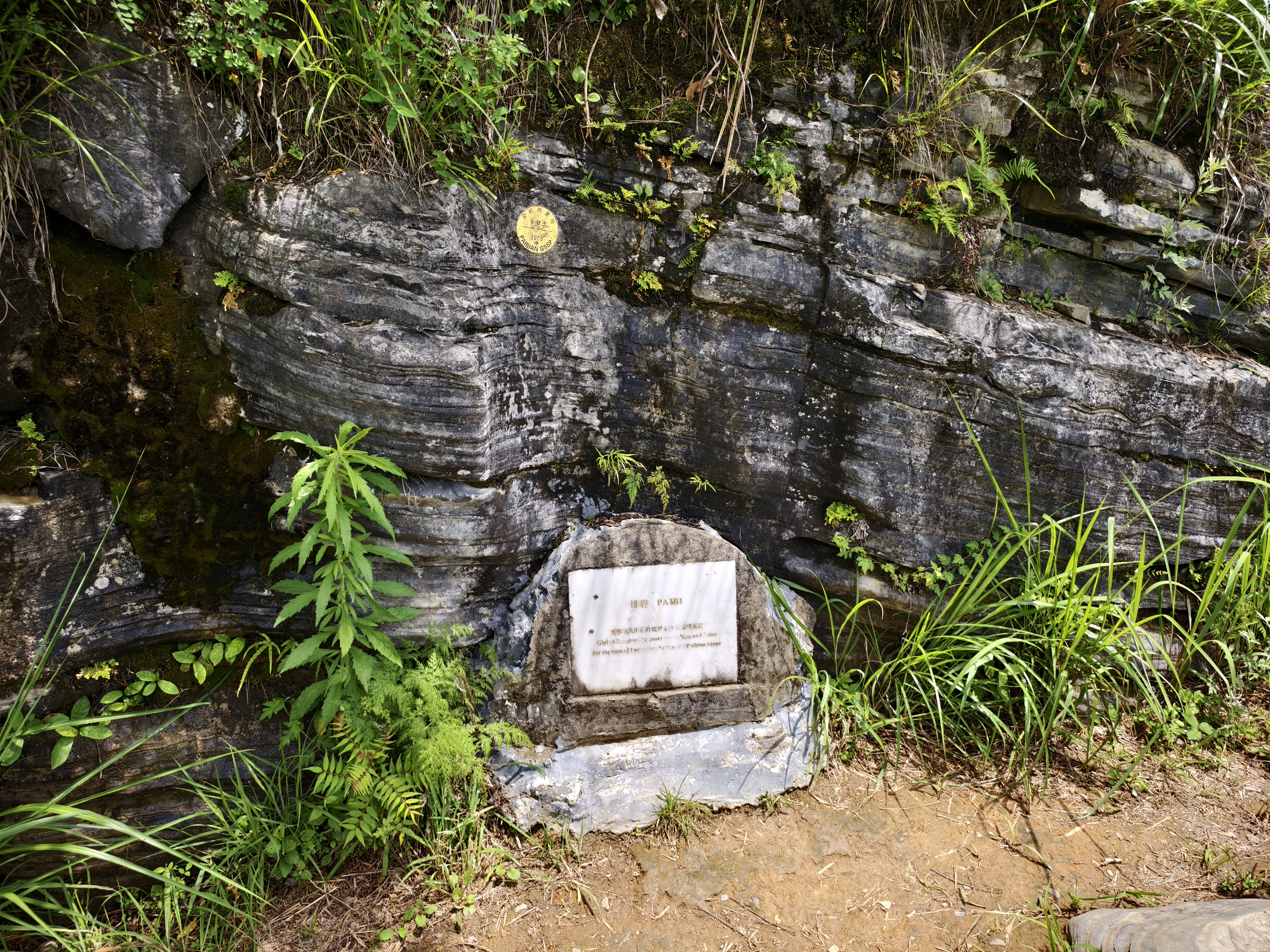
De golden spike voor het Paibien in de Huaqiao-formatie bij Paibi (Hunan, China).

## Naamgeving en definitie
Het Paibien is genoemd naar de plaats Paibi in de Chinese provincie Hunan. De golden spike bevindt zich in een ontsluiting in de buurt van dit dorp, in de Huaqiao-formatie.
De etage werd ingevoerd nadat een werkgroep van Amerikaanse en Chinese stratigrafen in 2001 concludeerde dat de scheiding tussen de middelste en bovenste serie in het Cambrium lager moest komen dan eerder gebruikelijk. De bovenste serie, het Furongien, bestaat uit drie etages, waarvan het Paibien de onderste is. Het Paibien werd in 2003 door de ICS geratificeerd.
De basis van het Paibien wordt gedefinieerd door het eerste voorkomen van de trilobiet Glyptagnostus reticulatus. Dit is een kleine soort trilobiet, die makkelijk door zeestromen over de wereld verspreid raakte. Vanwege de wereldwijde verspreiding is de soort geschikt als gidsfossiel. 
De top van het Paibien is gedefinieerd als de basis van het Jiangshanien, die bij het eerste voorkomen van de trilobiet Agnostotes orientalis ligt.